# Atractor de Lorenz

A trajectória do sistema de Lorenz para valores de ρ=28, σ = 10, β = 8/3

O Atractor de Lorenz foi introduzido por Edward Lorenz em 1963, que o derivou a partir das equações simplificadas de rolos de convecção que ocorrem nas equações da atmosfera.  É um mapa caótico que mostra como o estado de um sistema dinâmico evolui no tempo num padrão complexo, não-repetitivo e cuja forma é conhecida por se assemelhar a uma borboleta. 
Trata-se de um sistema não-linear, tridimensional e determinístico que exibe comportamento caótico e demonstra aquilo a que hoje se chama um atractor estranho. 
As equações que governam o Atractor de Lorenz são:
{\displaystyle {\frac {dx}{dt}}=\sigma (y-x)}
{\displaystyle {\frac {dy}{dt}}=x(\rho -z)-y}
{\displaystyle {\frac {dz}{dt}}=xy-\beta z}
em que a {\displaystyle \sigma } se chama o número de Prandtl e a {\displaystyle \rho } se chama o número de Rayleigh. Todos os {\displaystyle \sigma }, {\displaystyle \rho }, {\displaystyle \beta } > 0, mas usualmente {\displaystyle \sigma } = 10, 
{\displaystyle \beta } = 8/3, enquanto {\displaystyle \rho } varia. O sistema exibe comportamento caótico para {\displaystyle \rho } = 28 mas tem órbitas periódicas para outros valores de {\displaystyle \rho }.

## O efeito borboleta no atractor de Lorenz
| O efeito borboleta | O efeito borboleta | O efeito borboleta |
| --- | ------------------ | ------------------ |
| Tempo t=1 (maior) | Tempo t=2 (maior)  | Tempo t=3 (maior)  |
| |                    |                    |
| Estas figuras — feita usando ρ=28, σ = 10 and β = 8/3 — mostram três segmentos temporais da evolução 3-D no atractor de Lorenz de duas trajectórias (uma a azul, a outra a amarelo), começando em dois pontos iniciais que diferem apenas de 10-5 na coordenada x. Inicialmente, as duas trajectórias parecem coincidir (só se vendo a amarela, por estar desenhada sobre a azul) mas, ao fim de algum tempo, a divergência é óbvia. |                    |                    |
| Uma animação Java do atractor de Lorenz mostra a evolução contínua. |                    |                    |

## Usando valores diferentes para o número de Rayleigh
| O atractor de Lorenz para valores diferentes de ρ | O atractor de Lorenz para valores diferentes de ρ |
| --- | ------------------------------------------------- |
| |                                                   |
| ρ=14, σ=10, β=8/3 (maior) | ρ=13, σ=10, β=8/3 (maior)                         |
| |                                                   |
| ρ=15, σ=10, β=8/3 (maior) | ρ=28, σ=10, β=8/3 (maior)                         |
| Para valores pequenos de ρ, o sistema é estável e evolui para um de dois pontos atractores. Quando ρ é maior do que 24.74, os pontos fixos tornam-se repulsores e a trajectória é repelida por eles de um modo muito complexo, evoluindo sem nunca se cruzar sobre si própria. |                                                   |
| Animação Java mostrando a evolução para valores diferentes de ρ |                                                   |